# Daphniphyllum celebense
Daphniphyllum celebense là một loài thực vật có hoa trong họ Daphniphyllaceae. Loài này được K.Rosenthal miêu tả khoa học đầu tiên năm 1919.